# Philip Hall
Philip Hall   (Hampstead, 11 d'abril de 1904 - Cambridge, 30 de desembre de 1982) va ser un matemàtic anglès.
Els seus pares no eren casats i el pare els va abandonar poc després de néixer. Va ser criat per la seva mare i els seus avis materns, tot i conservar el cognom patern. En acabar els estudis secundaris el 1922, va aconseguir una beca per estudiar matemàtiques al King's College, Cambridge, en el qual es va graduar el 1925. El 1927 va defensar la seva tesi i va ser escollit immediatament fellow del King's College. Després d'uns mesos fent d'assistent de recerca de Karl Pearson al laboratori biomètric del University College de Londres, es va incorporar a la universitat de Cambridge que ja no va abandonar fins a la seva jubilació el 1967, amb l'excepció dels anys de la Segona Guerra Mundial en els quals va treballar a Bletchley Park, desxifrant els codis de transmissió dels italians i dels japonesos. Durant la seva llarga jubilació, va viure solitari a Histon, una població propera al nord de Cambridge.
Tot i que l'àlgebra tenia poc paper en els estudis de matemàtiques a Cambridge, Hall va estudiar-la pel seu compte amb els llibres de William Burnside i, quan va tenir oportunitat la va incorporar al currículum de la universitat, juntament amb la teoria de grups, que sempre va ser el seu principal camp de recerca.